# Tommy Docherty
Thomas Henderson "Tommy" Docherty (sinh 24 tháng 4 năm 1928 – 31 tháng 12 năm 2020), thường được gọi là "The Doc", là một cựu cầu thủ và huấn luyện viên bóng đá người Scotland. Docherty thi đấu cho một vài câu lạc bộ, nổi bật nhất là Preston North End, và từng 25 lần khoác áo Scotland trong giai đoạn 1951 tới 1959. Ông sau đó làm huấn luyện viên của 13 câu lạc bộ từ 1961 tới 1988, cũng như dẫn dắt đội tuyển quốc gia Scotland. Docherty từng là huấn luyện viên Manchester United từ 1972 tới 1977, trong khoảng thời gian United xuống hạng Second Division nhưng ngay sau đó lên hạng trở lại.

## Thống kê
| Câu lạc bộ        | Mùa giải      | League | League | FA Cup | FA Cup | Cúp khác | Cúp khác | Tổng | Tổng |
| Câu lạc bộ        | Mùa giải      | Trận   | Bàn    | Trận   | Bàn    | Trận     | Bàn      | Trận | Bàn  |
| ----------------- | ------------- | ------ | ------ | ------ | ------ | -------- | -------- | ---- | ---- |
| Celtic            | 1948–49       | 9      | 3      | –      | –      | 21       | 01       | 11   | 3    |
| Celtic            | Tổng          | 9      | 3      | 0      | 0      | 2        | 0        | 11   | 3    |
| Preston North End | 1949–50       | 15     | 0      | 1      | 0      | 0        | 0        | 16   | 0    |
| Preston North End | 1950–51       | 42     | 0      | 2      | 0      | 0        | 0        | 44   | 0    |
| Preston North End | 1951–52       | 42     | 0      | 1      | 0      | 0        | 0        | 43   | 0    |
| Preston North End | 1952–53       | 41     | 0      | 3      | 0      | 0        | 0        | 44   | 0    |
| Preston North End | 1953–54       | 26     | 0      | 8      | 0      | 0        | 0        | 34   | 0    |
| Preston North End | 1954–55       | 39     | 3      | 3      | 0      | 0        | 0        | 42   | 3    |
| Preston North End | 1955–56       | 41     | 1      | 1      | 0      | 0        | 0        | 42   | 1    |
| Preston North End | 1956–57       | 37     | 0      | 6      | 0      | 0        | 0        | 43   | 0    |
| Preston North End | 1957–58       | 40     | 1      | 1      | 0      | 0        | 0        | 41   | 1    |
| Preston North End | Tổng          | 323    | 5      | 26     | 0      | 0        | 0        | 349  | 5    |
| Arsenal           | 1958–59       | 38     | 1      | 4      | 0      | 0        | 0        | 42   | 1    |
| Arsenal           | 1959–60       | 24     | 0      | 3      | 0      | 0        | 0        | 27   | 0    |
| Arsenal           | 1960–61       | 21     | 0      | 0      | 0      | 0        | 0        | 21   | 0    |
| Arsenal           | Tổng          | 83     | 1      | 7      | 0      | 0        | 0        | 90   | 1    |
| Chelsea           | 1961–62       | 4      | 0      | 0      | 0      | 0        | 0        | 4    | 0    |
| Chelsea           | Tổng          | 4      | 0      | 0      | 0      | 0        | 0        | 4    | 0    |
| Toàn sự nghệp     | Toàn sự nghệp | 419    | 9      | 33     | 0      | 2        | 0        | 454  | 9    |

- 1Glasgow Charity Cup

## Danh hiệu

### Cầu thủ
Celtic
- Glasgow Cup (1): 1949

Preston North End
- Second Division (1): 1950–51

### Huấn luyện viên
Chelsea
- Football League Cup (1): 1964–65

Manchester United
- Second Division (1): 1974–75
- FA Cup (1): 1976–77

South Melbourne
- Victorian Ampol Night Soccer Cup (1): 1982

## Thống kê huấn luyện
| Đội                     | Từ                   | Tới                  | Thành tích | Thành tích | Thành tích | Thành tích | Thành tích |
| Đội                     | Từ                   | Tới                  | Tr         | T          | H          | B          | % Thắng    |
| ----------------------- | -------------------- | -------------------- | ---------- | ---------- | ---------- | ---------- | ---------- |
| Chelsea                 | tháng 10 năm 1961    | tháng 10 năm 1967    | 247        | 121        | 53         | 73         | 048,99     |
| Rotherham United        | tháng 11 năm 1967    | tháng 11 năm 1968    | 47         | 14         | 16         | 17         | 029,79     |
| Queens Park Rangers     | tháng 11 năm 1968    | tháng 12 năm 1968    | 4          | 1          | 0          | 3          | 025,00     |
| Aston Villa             | tháng 12 năm 1968    | tháng 1 năm 1970     | 46         | 13         | 16         | 17         | 028,26     |
| Porto                   | 28 tháng 1 năm 1970  | 3 tháng 5 năm 1971   |            |            |            |            |            |
| Scotland (tạm quyền)    | 12 tháng 9 năm 1971  | 11 tháng 11 năm 1971 | 2          | 2          | 0          | 0          | 100,00     |
| Scotland                | 11 tháng 11 năm 1971 | 22 tháng 12 năm 1972 | 10         | 5          | 3          | 2          | 050,00     |
| Manchester United       | 22 tháng 12 năm 1972 | 4 tháng 7 năm 1977   | 215        | 99         | 54         | 62         | 046,05     |
| Derby County            | 17 tháng 9 năm 1977  | 10 tháng 5 năm 1979  | 78         | 24         | 21         | 33         | 030,77     |
| Queens Park Rangers     | 11 tháng 5 năm 1979  | 1 tháng 10 năm 1980  | 51         | 20         | 16         | 15         | 039,22     |
| Sydney Olympic          | 15 tháng 2 năm 1981  | 14 tháng 6 năm 1981  | 17         | 6          | 6          | 5          | 035,29     |
| Preston North End       | 15 tháng 6 năm 1981  | 3 tháng 12 năm 1981  | 17         | 3          | 6          | 8          | 017,65     |
| South Melbourne         | 16 tháng 5 năm 1982  | 5 tháng 9 năm 1982   | 13         | 6          | 4          | 3          | 046,15     |
| Sydney Olympic          | 13 tháng 3 năm 1983  | 21 tháng 8 năm 1983  | 21         | 8          | 9          | 4          | 038,10     |
| Wolverhampton Wanderers | 8 tháng 6 năm 1984   | 4 tháng 7 năm 1985   | 48         | 9          | 12         | 27         | 018,75     |
| Altrincham              | 28 tháng 9 năm 1987  | 4 tháng 2 năm 1988   |            |            |            |            |            |
| Tổng                    | Tổng                 | Tổng                 | 816        | 331        | 216        | 269        | 040,56     |